# 105 هـ
105 هـ هي سنة في التقويم الهجري امتدت مقابلةً في التقويم الميلادي بين سنتي 723 و724.

## أحداث
- بيعة هشام بن عبد الملك

## مواليد
- إسماعيل الحميري

## وفيات
- حاجب بن ذبيان التميمي من شعراء العصر الأموي.
- هريم بن أبي طحمة أحد القادة والفرسان في العصر الأموي.
- الأحوص
- حبابة جارية يزيد بن عبد الملك
- سعيد بن عثمان بن عفان
- سليمان بن بريدة
- العجير بن عبد الله السلولي من شعراء العصر الأموي.
- عكرمة البربري
- كثير عزة
- يزيد بن الحكم الثقفي
- أبان بن عثمان بن عفان
- يزيد بن عبد الملك
- الجعد بن درهم